# Fort Duchesne, Utah
Fort Duchesne, Utah (енгл. Fort Duchesne) насељено је место без административног статуса у америчкој савезној држави Јута.

## Демографија
По попису из 2010. године број становника је 714, што је 93 (15,0%) становника више него 2000. године.
| Група             | 2000.     | 2010.     |
| Белци             | 32 (5,2%) | 24 (3,4%) |
| Афроамериканци    | 0 (0,0%)  | 1 (0,1%)  |
| Азијати           | 1 (0,2%)  | 1 (0,1%)  |
| Хиспаноамериканци | 32 (5,2%) | 18 (2,5%) |
| Укупно            | 621       | 714       |